# Thorbecke Academie
De Thorbecke Academie is een hbo-instituut voor Bestuurskunde en Overheidsmanagement, HBO Rechten, Integrale Veiligheidskunde en European Studies en maakt deel uit van NHL Stenden Hogeschool te Leeuwarden. Een deel van de opleidingen wordt in een onderwijsatelier in Assen verzorgd. De Thorbecke Academie werd in 1986 geopend door prins Claus en was het eerste instituut in Nederland dat de opleiding Bestuurskunde verzorgde op hbo-niveau.  In 2002 zijn eveneens de opleidingen Integrale Veiligheid en European Studies gestart. Vanaf 2023 wordt de deeltijd Associate Degree Cybersafety & Cybersecurity aangeboden. Integrale Veiligheidskunde en de Associate Degree Cybersafety & Cybersecurity worden zowel in Leeuwarden als in Assen en deels Emmen verzorgd. 
De onderzoeksgroep & lectoraat Cybersafety maakt sinds 2012 onderdeel uit van de Academie. Sinds 2024 is er een duo-lectoraat met de Politieacademie.
Op 30 september 2016 vierde de Thorbecke Academie haar 30-jarig jubileum met een symposium in de Kanselarij te Leeuwarden.
Afgestudeerden aan de Thorbecke Academie ontvingen de graad  Bachelor of Public Management (BPM). Vandaag de dag ontvangen alumni de titel Bachelor of Arts. 
De academie kent een studiegenootschap, genaamd "S.G. Trias Politica". Deze vereniging streeft ernaar de persoonlijke en intellectuele ontwikkeling van haar leden te bevorderen.

## Opleidingen
Op de Thorbecke Academie kunnen de volgende opleidingen gevolgd worden:
- Bestuurskunde/Overheidsmanagement
- Integrale Veiligheid
- European Studies
- HBO-Rechten
- Cybersafety & Cybersecurity

## Bekende (oud)-Thorbeckianen
- Rob Bats
- Reinder Blaauw
- Mark Boumans
- Bart van den Brink
- Hans Broekhuizen
- Arno Brok
- Edou Hamstra
- Bram Harmsma
- Harold Hofstra
- Habtamu de Hoop
- Marc Jacobs
- Eric ter Keurs
- Karsten Klein
- Attje Kuiken
- Leendert de Lange
- Bart de Liefde
- Nanning Mol
- Gido Oude Kotte
- Theunis Piersma
- Sander de Rouwe
- Patrick Welman
- Harm Wiersma
- Pieter van Woensel